# Wayne Maddison
Wayne Paul Maddison – kanadyjski systematyk, filogenetyk i  arachnolog specjalizujący się w skakunowatych.
Ukończył w 1980 University of Toronto ze stopniem licencjackim w zoologii. Stopień doktorski otrzymał w 1988 na Harvard University. W latach 1988-90 na stypendium podoktorskim od Natural Sciences and Engineering Research Council. W latach 1990–2003 profesor nadzwyczajny na University of Arizona. Od 1993 do 1998 na stypendium David and Lucile Packard Fellow for Science and Engineering. Od 2011 członek Royal Society of Canada. Pełni funkcję Canada Research Chair oraz profesora na wydziale zoologii i botaniki na University of British Columbia.
W swoich badaniach koncentruje się na filogenezie, bioróżnorodności i ewolucji skakunowatych. Zajmuje się także programowaniem komputerowym, w kontekście teorii filogenezy. We współpracy z Davidem Maddisonem pracował nad Mesquite, filogenetycznym oprogramowaniem open-source, programem MacClade oraz projektem Tree of Life Web Project.

## Wybrane publikacje
- Wayne P. Maddison, Michael J. Donoghue, David R. Maddison,. Outgroup Analysis and Parsimony. „Systematic Zoology”. 33 (1), s. 83–103, 1984.
- Wayne P. Maddison. Gene Trees in Species Trees. „Systematic Biology”. 46 (3), s. 523–536, 1997.
- L. L. Knowles, Wayne P. Maddison. Statistical phylogeography. „Molecular Ecology”. 11 (12), s. 2623–2635, 2002. DOI: 10.1046/j.1365-294X.2002.01637.x. PMID: 12453245.